# Shiki
Shiki (яп. 屍鬼 Сики, букв. «Мёртвый демон») — ранобэ в жанре ужасов авторства японской писательницы Фуюми Оно, впервые опубликовано в 1998 году издательством Shinchosha в двух частях, повторно переиздано в 2002 году в пяти частях. Манга-адаптация с иллюстрациями Рю Фудзисаки публиковалась в японском журнале Jump SQ с декабря 2007 года по июнь 2011 года. Трансляция адаптации романа в виде аниме-сериала от студии Daume прошла в июле-декабре 2010 года на телеканале Fuji TV в программном блоке noitaminA.

## Сюжет
История Shiki происходит очень жарким летом в девяностых годах XX века в маленькой отдалённой японской деревне Сотоба (яп. 外場, «далёкое место»), окружённой с трёх сторон лесом. Загадочная серия смертей начинает распространяться по деревне, и в то же время нечто странное происходит в давно заброшенном особняке семьи Канэмаса. Тосио Одзаки, директор единственной клиники Сотобы, сначала подозревает эпидемию, однако, расследуя эту непрекращающуюся цепочку смертей, приходит к выводу, что они являются делом рук вампиров, преследующих деревню. Школьник по имени Юки Нацуно, ненавидящий деревенскую жизнь, расследует загадочную смерть своего друга и приходит к таким же выводам.

## Список персонажей

### Главные персонажи
Нацуно Юки/Коидэ (яп. 結城 夏野/小出 Ю:ки/Коидэ Нацуно) — пятнадцатилетний юноша, который живёт и учится в Сотобе. Нацуно переехал в деревню вместе со своими родителями, но новая жизнь его совершенно не устраивает, он хотел бы остаться в городе. Хотя одноклассники и знакомые называют его Юки-кун, его настоящая фамилия — Коидэ (из-за того, что его родители на самом деле не женаты, Нацуно был при рождении зарегистрирован под фамилией матери). Не любит, когда его называют по имени. С окружающими ведёт себя холодно и отчуждённо, особенно ему не нравится присутствие Мэгуми Симидзу, которая влюблена в него. Впоследствии будет укушен лучшим другом и переродится как оборотень. После превращения остается на стороне людей. Умирает, подорвав себя и Тацуми (также оборотня, слугу сики). Один из двух главных действующих лиц в этой истории.
Сэйю: Коки Утияма
Тосио Одзаки (яп. 尾崎 敏夫 Одзаки Тосио) — директор больницы в Сотобе, Тосио Одзаки раньше работал в университетском госпитале, но вернулся в деревню, чтобы занять место своего отца, когда тот умер. Среди коллег и жителей деревни он известен под ласковым прозвищем «Вака-сэнсэй» (буквально: «молодой доктор»). У Тосио достаточно натянутые отношения с матерью, так как она, а также его покойный отец, всегда ставили репутацию семьи Одзаки превыше всего. С детства дружит с Сэйсин Муроей и Микиясу Ясимори. Ему 32 года, женат, очень много курит. Тосио озадачен чередой таинственных смертей, он клянется разобраться в этом деле и защитить свою деревню. Один из двух главных действующих лиц в этой истории.
Сэйю: Тору Окава
Сунако Кирисики (яп. 桐敷 沙子 Кирисики Сунако) —  девушка на вид 13 лет, которая переехала вместе со своей семьёй в особняк Канэмаса на вершине холма. Сунако якобы страдает от редкого генетического заболевания СКВ, из-за которого вынуждена скрываться от солнца — оставаться в доме целый день и выходить только ночью. На самом деле является главным вампиром в деревне, организовав нападения на жителей с целью обратить всю деревню. Она и её семья являются поклонниками эссе и новелл, написанных Сэйсин Муроей. Сунако не любит, когда её называют «Сунако-тян». При жизни жила в богатой семье не зная забот, но однажды её отец привёл некого друга, который позже укусил Сунако. Родители же не оставили Сунако и заперли её на старом складе, где каждый день кормили её. Позже Сунако сбежала со склада. Узнав, что семья Кирисики переехала, она отправилась на поиски. Она искала их очень долго, но в итоге их так и не нашла. Среди вампиров ходят слухи о суровости Сунако и жестокости её наказаний (вплоть до смертной казни). После резни в Сотобе её спасает Сэйсин и увозит из деревни.
Сэйю: Аой Юки
Сэйсин Мурои (яп. 室井 静信 Мурои Сэйсин) — храмовый служитель в Сотобе и автор мистических романов. Его последний роман, «Сики», был переведен на английский под названием «Corpse Demon» (Демон мёртвых). Он ощущает присутствие сверхъестественного и обнаруживает присутствие настоящих сики. Сэйсину 32 года, неженат, во время учёбы в университете пытался совершить самоубийство будучи сильно пьяным. В конце, предаёт людей, отправляется к Сунако, защищает и кормит её, чтобы затем переродиться в оборотня.
Сэйю: Кадзуюки Окицу
Мэгуми Симидзу (яп. 清水 恵 Симидзу Мэгуми) — пятнадцатилетняя девушка, учится в одной школе с Нацуно, так же, как и он, не любит жизнь в деревне и хотела бы перебраться в город. Влюблена в Нацуно, который её, в лучшем случае, игнорирует. Мэгуми встречается с семьёй Кирисики, после чего бесследно исчезает. Позднее, жители деревни находят её лежащей без сознания посреди леса. От невыясненных причин Мэгуми умирает и возрождается уже как сики. Даже после возрождения продолжает любить Нацуно и, протестуя против его убийства, решает сама обратить парня. Погибла при попытке покинуть деревню. Мэгуми, возможно, является яндере, это подтверждается тем, что Мэгуми убивает тех, кто слишком сильно приближается к Нацуно.
Сэйю: Харука Томацу
Тору Муто (яп. 武藤 徹 Муто: То:ру) — восемнадцатилетний сын директора клиники Одзаки Юты Муто. Старший брат Аой и Тамоцу, а также лучший и по совместительству единственный друг Нацуно. Мимо ушей воспринимает просьбы Нацуно не называть его по имени, отчего частенько получает кулаком по голове. Обожает игры и испытывает симпатию к медсестре Рицуко, которая учит его водить машину. Был укушен Мэгуми и предположительно ею же и убит. Перерождается как сики. В отличие от остальных окиагари не потерял свою человеческую сущность; ему не нравится убивать людей, но жажда всегда оказывается сильнее его. Когда ему приказали укусить Нацуно, тот долго сопротивлялся, но, в конце концов, подумал, что лучше он сам сделает это, чем кто-то другой. После похорон Нацуно, Тору каждую ночь приходил к окну друга и оставлял по одному цветку, отсчитывая сколько дней прошло после его смерти.
Сэйю: Нобухико Окамото
Каори Танака (яп. 田中 かおり Танака Каори) — пятнадцатилетняя девушка, старшая сестра Акиры. Подруга детства Мэгуми, хотя та испытывает к ней откровенную антипатию, Каори этого старается не замечать. С виду очень добрая и ответственная, никогда не бросит в беде. Вместе с Акирой начинают подозревать о существовании сики. После смерти матери и отца, которые также стали жертвами окиагари, и без вести пропавшего брата, начинает терять рассудок, ожидая, что её мёртвая подруга придёт и за ней. В финальных сериях аниме она убивает своего восставшего отца, а позже выясняется, что та попала в городскую больницу. Там же находится и Акира.
Сэйю: Харука Нагасима
Акира Танака (яп. 田中 昭 Танака Акира) — младший брат Каори и ученик 7-го класса. Несмотря на то, что ребёнок, он очень смелый. Видит как один из умерших жителей деревни, заходит в особняк Канемаса, после этого он с сестрой начали шпионить за семьей Кирисики, подозревая, что из-за них люди умирают в деревне, затем встречают Нацуно Юки, который тоже подозревает о существование Сики. После смерти Нацуно, Акира отправился в дом Ямари, которая являлась усыпальницей Сики, пытаясь убить их, но был остановлен Тацуми, который связывает его и оставляет перед сики, которого пытался убить. Однако, Акиру спасает перерожденный оборотнем Нацуно, после чего он находится в больнице Мизобе, куда Нацуно привел и Каори.
Сэйю: Кэйко Каваками

### Второстепенные персонажи
Тацуми (яп. 辰巳 Тацуми) — один из главных слуг в семье Кирисики. Он является очень редким типом вампиров, называемых «оборотнями», которые могут находиться на солнце, в отличие от сики, и убить их значительно сложнее. Садист по натуре, получающий удовольствие от пыток своих жертв. Также выступает как командующий обращённых в сики деревенских жителей. Очень уважаем Сунако. В последних эпизодах Тацуми сражается с Нацуно. Они падают в яму, в которую бросали останки мертвых сики. Нацуно достаёт бомбу и подрывает себя вместе с Тацуми, вследствие чего оба погибают.
Сэйю: Ватару Такаги
Рицуко (яп. 国広 律子  Рицуко) — медсестра в клинике Одзаки. У неё есть собака по кличке «Таро». В неё влюблен Тору. Также у Рицуко есть парень, который не любит изолированную деревню Сотоба, и предлагал жениться на нем и уехать в город. Рицуко отказалась, поскольку не желала покидать место, где она выросла.
Позднее погибает и возрождается как Шики. Тем не менее, отказывается пить человеческую кровь. Из-за этого она медленно начинает умирать, когда Тацуми запирает Рицуко в клетке с её лучшей подругой. Тору просит её укусить подругу, чтобы выжить. Однако понимая, что Рицуко не будет убивать свою подругу, предпочтя умереть.
Сэйю: Нодзоми Сасаки

## Аниме-сериал
| №    | Заглавие                                                                         | Трансляция            |
| ---- | -------------------------------------------------------------------------------- | --------------------- |
| 1    | Первая кровь «Дай ити ва» (第遺血話)                                             | 8 июля 2010 года      |
| 2    | Второе разложение «Дай фута (ни) ва» (第腐堕話)                                  | 16 июля 2010 года     |
| 3    | Третья беда «Дай сан ва» (第惨話)                                                | 22 июля 2010 года     |
| 4    | Четвёртая смерть «Дай си (ён) ва» (第死話)                                       | 29 июля 2010 года     |
| 5    | Пятая ложь «Дай ицу (го) ва» (第偽話)                                            | 5 август 2010 года    |
| 6    | Шестой череп «Дай року ва» (第髏苦話)                                            | 12 августа 2010 года  |
| 7    | Седьмой дух убитого «Дай сити ва» (第弑魑話)                                     | 19 августа 2010 года  |
| 8    | Восьмая ночь «Дай я (хати) ва» (第夜話)                                          | 26 августа 2010 года  |
| 9    | Девятый гроб «Дай кю: ва» (第柩話)                                               | 2 сентября 2010 года  |
| 10   | Десятая печаль «Дай то: (дзю:) ва» (第悼話)                                      | 8 сентября 2010 года  |
| 11   | Одиннадцатая резня «Дай то: то хито (дзю:ити) ва» (第悼と悲屠話)                 | 16 сентября 2010 года |
| 12   | Двенадцатое угасание «Дай то: то фута (дзю:ни) ва» (第悼と腐堕話)                | 14 октября 2010 года  |
| 13   | Тринадцатая трагедия «Дай то: то сан (дзю:сан) ва» (第悼と惨話)                  | 28 октября 2010 года  |
| 14   | Четырнадцатая смерть «Дай то: то си (дзю:ён) ва» (第悼と死話)                    | 4 ноября 2010 года    |
| 15   | Пятнадцатый обман «Дай то: то ицу (дзю:го) ва» (第悼と偽話)                      | 11 ноября 2010 года   |
| 16   | Шестнадцатый череп «Дай то: то року (дзю:року) ва» (第悼と髏苦話)                | 18 ноября 2010 года   |
| 17   | Семнадцатый дух убитого «Дай то: то сити (дзю:сити) ва» (第悼と弑魑話)           | 25 ноября 2010 года   |
| 18   | Восемнадцатая смерть «Дай то: то я (дзю:хати) ва» (第悼と夜話)                   | 2 декабря 2010 года   |
| 19   | Девятнадцатый гроб «Дай то: то кю: (дзю:кю:) ва» (第悼と柩話)                    | 9 декабря 2010 года   |
| 20   | Двадцатая печаль «Дай футато: (нидзю:) ва» (第腐汰悼話)                          | 16 декабря 2010 года  |
| 20.5 | Episode 20.5 «Спэшл»                                                             | 25 мая 2011 года      |
| 21   | Двадцать первое убийство «Дай футато: то хито (нидзю:ити) ва» (第腐汰悼と悲屠話) | 23 декабря 2010 года  |
| 21.5 | Episode 21.5 «Спэшл»                                                             | 22 июня 2011 года     |
| 22   | Последняя охота «Дай нидзю:ни ва» (蔡蒐話)                                       | 30 декабря 2010 года  |